# Baléare

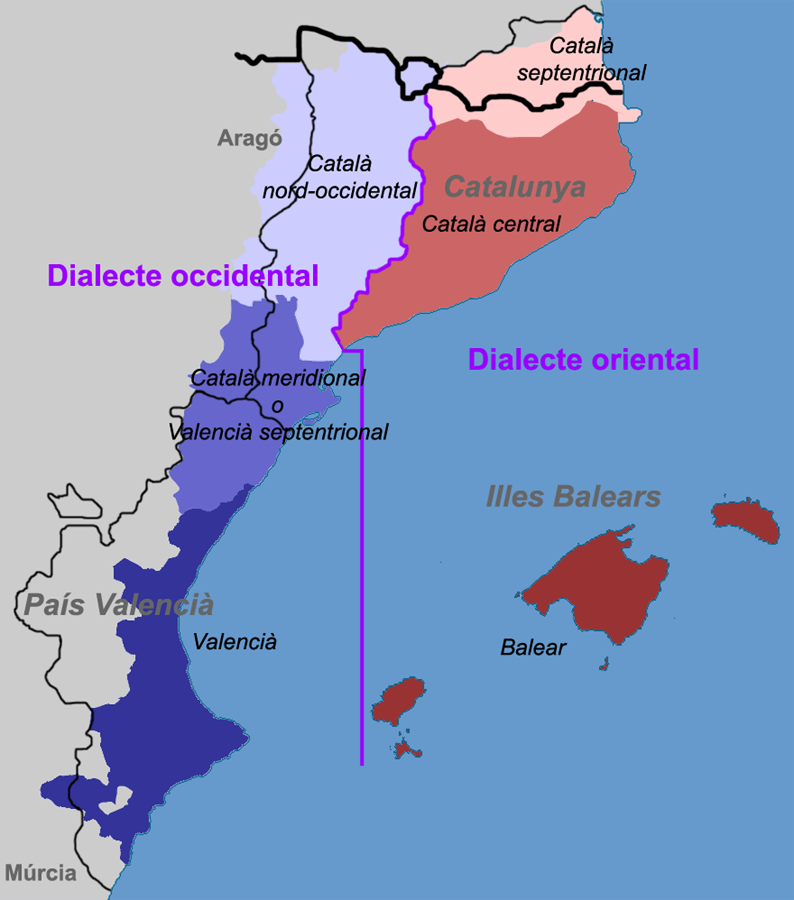
Carte dialectale du catalan

Le baléare ou catalan insulaire est un ensemble de modalités dialectales du catalan parlé dans les Îles Baléares.

## Présentation
Rattaché au bloc oriental de la langue catalane, il est issu du catalan implanté par des colons majoritairement issus de la Principauté de Catalogne à partir du XIIIe siècle.
On y distingue plusieurs variantes, ou sous-dialectes :
- le majorquin (catalan : mallorquí) à Majorque (ainsi qu'à Tàrbena et la Vall de Gallinera au Pays valencien).
- le minorquin (ca) (catalan : menorquí) à Minorque.
- l'ibizois (ca) (catalan : eivissenc) à Ibiza et à Formentera (dont la variante locale est appelée formenterer).

Parmi ses caractéristiques on peut citer :
- article salat : es, sa, au lieu de el, la ;
- neutralisation de [a] et [e] atones en [ə], trait que l’on retrouve dans l’ensemble du catalan oriental ;
- maintien d'un [ə] tonique archaïque, issu de e long et i brefs latins : CATĒNA > cadena [kəˈðənə], contre [kəˈðɛnə] en catalan central et [kaˈðena]/[kaˈðenɛ] en occidental[2] ;
- comme dans le reste du catalan oriental, chute de i dans les groupes -ix : baixa > [ˈbaʃə] ;
- yodisation (ou ieísme historique) voire chute de -'ll- intervocalique : palla > [ˈpajə] voire [ˈpaə], trait commun avec une partie du catalan central[3] ;
- lexique présentant de profondes similitudes avec le groupe oriental ;
- maintien de [v] labiodental, comme en valencien ;
- maintien des anciennes formes syncopées de première personne du singulier : dorm, cant, etc. ;
- maintien du [o] atone en majorquin, neutralisation en [u] dans les autres dialectes baléares, comme dans le reste du bloc oriental ;
- dans les groupes infinitif + pronom en enclise, l'accent tonique tombe sur le pronom[4] ;
- pendant longtemps, les parlers baléares sont restés relativement isolés, aussi bien des autres zones du domaine catalan que du castillan, ce qui explique la persistance dans ces parlers de nombreuses formes anciennes parfois perçues comme des archaïsmes dans les autres régions catalanophones[5],[6] ;
- absence de la forme pronominale mi, les pronoms personnels sujet, complément et prépositionnel étant jo (qui est uniquement sujet dans le reste du diasystème catalan)[7].